# 光彩コミックスピンキーティーンズ
光彩コミックスピンキーティーンズ(こうさいこみっくすぴんきーてぃーんず)は、一水社の関連会社、光彩書房から刊行されているコミックスシリーズ。
2001年4月に誕生。それまでは「光彩コミックス」と言い、ボーイズラブ漫画の単行本と並行して刊行されていたが、それぞれが独立する際、性的表現にも力を入れた少女漫画の単行本がこの名前を名乗ったもの。
個人の作品集は「ピンキーティーンズシリーズ」、複数の作家によるアンソロジーは「ピンキーティーンズアンソロジー」という名称が付けられた。
最盛期と言えた2002年～2003年頃には、最低でも月2点、多い時には月6点も発売されたことがあったが、アンソロジーから派生した雑誌「恋愛Magic」がわずか2号で事実上廃刊に終わったことや、「少女革命」が廃刊したことによって、急激に衰えてしまった。
現在は「ピンキーティーンズシリーズ」のみの刊行となっているが、刊行ペースがかなり落ちている。